# Juillé (Deux-Sèvres)
Juillé – miejscowość i gmina we Francji, w regionie Nowa Akwitania, w departamencie Deux-Sèvres.
Według danych na rok 1990 gminę zamieszkiwało 95 osób, a gęstość zaludnienia wynosiła 20 osób/km² (wśród 1467 gmin regionu Poitou-Charentes Juillé plasuje się na 894. miejscu pod względem liczby ludności, natomiast pod względem powierzchni na miejscu 1082.).